# Raquel Pennington
Raquel Pennington (Colorado Springs, Colorado; 5 de septiembre de 1988) es una artista marcial mixta estadounidense que actualmente compite en la categoría de peso gallo en Ultimate Fighting Championship. Donde es la actual #1 en los rankings del peso gallo femenino de UFC, y es la #9 en los rankings de libra por libra femeninos de UFC.

## Carrera en artes marciales mixtas

### The Ultimate Fighter
En agosto de 2013, Pennington fue anunciada como miembro del elenco de The Ultimate Fighter: Team Rousey vs. Team Tate Finale. Derrotó a la veterana Tonya Evinger vía sumisión debido a una estrangulación de guillotina en la primera ronda y era la tercera seleccionada femenina del equipo de Tate.
Raquel Pennington se enfrentó a Jessamyn Duke en la ronda eliminatoria. Pennington ganó por decisión unánime (29-28, 29-28, 29-28) y la actuación premió a ambas participantes con el premio Fight of The Season.
Avanzando a la semifinal, Pennington enfrentó a la excampeóna de boxeo Jessica Rakoczy en el último episodio de la serie. Antes de la pelea, Pennington se dañó la mano, pero todavía era capaz de luchar. Perdió la pelea por decisión unánime.

### Ultimate Fighting Championship
Pennington hizo su debut promocional contra su compañera de equipo de TUF 18 Roxanne Modafferi el 30 de noviembre de 2013 en The Ultimate Fighter 18 Finale. Ganó por decisión unánime.
Para su segunda pelea con la promoción, Pennington reemplazó a Julianna Peña por lesión contra Jéssica Andrade el 15 de marzo de 2014 en UFC 171. Perdió la pelea por decisión dividida.
Pennington debía enfrentar a Holly Holm en el UFC 181 el 6 de diciembre de 2014. Sin embargo, Holm se retiró de la pelea a mediados de noviembre, citando una lesión en el cuello. Holm fue reemplazada por la recién llegada a UFC, Ashlee Evans-Smith. Pennington ganó la pelea a través de un bulldog choke al final de la primera ronda. Ella se convirtió en el cuarto peleador en la historia de UFC en terminar una pelea con ese movimiento.
Pennington luchó contra Holly Holm en UFC 184 el 28 de febrero de 2015, un combate que originalmente se suponía que tenía lugar en UFC 181. Perdió la lucha a través de la decisión dividida.
Pennington iba a enfrentarse a Liz Carmouche en el UFC 191. Carmouche fue reemplazado por su ex oponente, Jéssica Andrade. Pennington ganó la pelea por la sumisión en la segunda ronda.
Pennington enfrentó a Bethe Correia en UFC on Fox 19 el 16 de abril de 2016. Ganó la pelea por decisión dividida.
En UFC 202 se enfrentó a Elizabeth Phillips. Ganó la pelea por decisión unánime.
Pennington se enfrentó a Miesha Tate en UFC 205. Ganó la pelea por decisión unánime.
Después de estar lejos del octágono durante aproximadamente un año y medio, Pennington se enfrentó a Amanda Nunes el 12 de mayo de 2018 en el UFC 224 en un combate por el Campeonato de Peso gallo femenino de UFC. Pennington perdió el combate por nocaut técnico en la quinta ronda.
Pennington regresó en UFC Fight Night: Korean Zombie vs. Rodríguez el 10 de noviembre de 2018 donde se enfrentó a la excampeona de peso pluma de la UFC Germaine de Randamie. Perdió el combate por decisión unánime.
Pennington se enfrentó a Irene Aldana el 20 de julio de 2019 en UFC on ESPN: dos Anjos vs. Edwards. Ganó el combate por decisión unánime.
Pennington estaba programada para enfrentarse a Holly Holm el 6 de octubre de 2019 en UFC 243. Sin embargo, el 27 de septiembre se supo que Holm se retiró del combate debido a una lesión en los isquiotibiales y el combate se canceló. La pareja fue reprogramada para pelear el 18 de enero de 2020 en UFC 246. Perdió el combate por decisión unánime.
Pennington se enfrentó a Marion Reneau el 20 de junio de 2020 en UFC on ESPN: Blaydes vs. Volkov. Ganó el combate por decisión unánime.
Pennington aceptó una suspensión de seis meses por parte de la USADA tras autodenunciarse por una infracción de dopaje al darse cuenta de que había ingerido sustancias prohibidas, 7-Keto-DHEA y AOD-9064, prescritas por su médico para tratar una enfermedad. La suspensión era retroactiva al 17 de noviembre de 2020 y sería elegible para volver a pelear el 7 de mayo de 2021.
Pennington se enfrentó a Pannie Kianzad el 18 de septiembre de 2021 en UFC Fight Night: Smith vs. Spann. Ganó el combate por decisión unánime.
Pennington se enfrentó a Macy Chiasson el 18 de diciembre de 2021 en UFC Fight Night: Lewis vs. Daukaus. Ganó el combate por sumisión.
Pennington se enfrentó a Aspen Ladd el 9 de abril de 2022 en UFC 273. Ganó el combate por decisión unánime. El 21 de enero de 2024 se coronó campeona mundial de peso gallo en UFC 297.
Pennington se enfrento a Julianna Peña el 5 de octubre de 2024 en UFC 307. Perdió el combate por decisión dividida y perdió el título mundial de peso gallo femenino de UFC.

## Vida personal
Pennington es de ascendencia mexicana y es lesbiana. Tiene una relación con la luchadora de peso paja de UFC Tecia Torres.

## Campeonatos y logros
- Ultimate Fighting Championship
  - Campeonato de Peso Gallo (Una vez)
  - Más peleas en la historia de la división de peso gallo femenino de UFC (18)[32]
  - Más victorias por decisión en la historia de la división de peso gallo femenino de UFC (10)[32]
  - Mayor tiempo total de pelea en la historia de la división de peso gallo femenino de UFC (4:42:33)[32]
  - Segunda mayor cantidad de victorias en la historia de la división de peso gallo femenino de UFC (12)[32]
  - La mayor cantidad de golpes significativos lanzados en la historia de la división de peso gallo femenino de UFC (1148)[32]
  - La mayor cantidad de golpes totales aterrizados en la historia de la división de peso gallo femenino de UFC (1687)[32]
  - Empatada con Miesha Tate en la tercera mayor racha de victorias en la historia de la división de peso gallo femenino de UFC (5)[32]
  - Segunda mayor cantidad de tiempo de control en la historia de la división de peso gallo femenino de UFC (1:05:12)[32]
  - Tercer mayor porcentaje de golpes significativos defendidos en la historia de la división de peso gallo femenino de UFC (60.8%)[32]
  - Segunda mayor cantidad de intentos de sumisión en la historia de la división de peso gallo femenino de UFC (11)[32]

## Récord en artes marciales mixtas
| Resultado | Récord | Oponente             | Método                                     | Evento                                                 | Fecha                    | Ronda | Tiempo | Localización            | Notas                                                               |
| --------- | ------ | -------------------- | ------------------------------------------ | ------------------------------------------------------ | ------------------------ | ----- | ------ | ----------------------- | ------------------------------------------------------------------- |
| Derrota   | 16-9   | Julianna Peña        | Decisión (dividida)                        | UFC 307                                                | 5 de octubre de 2024     | 5     | 5:00   | Salt Lake City, Utah    | Perdió el Campeonato de Peso Gallo de Mujeres de UFC                |
| Victoria  | 16-8   | Mayra Bueno Silva    | Decisión (unánime)                         | UFC 297                                                | 20 de enero de 2024      | 5     | 5:00   | Toronto, Ontario        | Ganó el Campeonato vacante de Peso Gallo de Mujeres de UFC          |
| Victoria  | 15-8   | Ketlen Vieira        | Decisión (dividida)                        | UFC Fight Night: Strickland vs. Imavov                 | 14 de enero de 2023      | 3     | 5:00   | Las Vegas Nevada        |                                                                     |
| Victoria  | 14-8   | Aspen Ladd           | Decisión (unánime)                         | UFC 273                                                | 9 de abril de 2022       | 3     | 5:00   | Jacksonville, Florida   |                                                                     |
| Victoria  | 13-8   | Macy Chiasson        | Sumisión (estrangulamiento por guillotina) | UFC Fight Night: Lewis vs. Daukaus                     | 18 de diciembre de 2021  | 2     | 3:07   | Las Vegas, Nevada       | Debut en el peso pluma; Chiasson no alcanzó el peso (148.5 libras). |
| Victoria  | 12–8   | Pannie Kianzad       | Decisión (unánime)                         | UFC Fight Night: Smith vs. Spann                       | 18 de septiembre de 2021 | 3     | 5:00   | Las Vegas, Nevada       |                                                                     |
| Victoria  | 11–8   | Marion Reneau        | Decisión (unánime)                         | UFC on ESPN: Blaydes vs. Volkov                        | 20 de junio de 2020      | 3     | 5:00   | Las Vegas, Nevada       |                                                                     |
| Derrota   | 10–8   | Holly Holm           | Decisión (unánime)                         | UFC 246                                                | 18 de enero de 2020      | 3     | 5:00   | Paradise, Nevada        |                                                                     |
| Victoria  | 10–7   | Irene Aldana         | Decisión (dividida)                        | UFC on ESPN: dos Anjos vs. Edwards                     | 20 de julio de 2019      | 3     | 5:00   | San Antonio, Texas      |                                                                     |
| Derrota   | 9–7    | Germaine de Randamie | Decisión (unánime)                         | UFC Fight Night: Korean Zombie vs. Rodríguez           | 10 de noviembre de 2018  | 3     | 5:00   | Denver, Colorado        |                                                                     |
| Derrota   | 9–6    | Amanda Nunes         | TKO (golpes)                               | UFC 224                                                | 12 de mayo de 2018       | 5     | 2:36   | Río de Janeiro          | Por el Campeonato de Peso Gallo de Mujeres de UFC.                  |
| Victoria  | 9–5    | Miesha Tate          | Decisión (unánime)                         | UFC 205                                                | 12 de noviembre de 2016  | 3     | 5:00   | New York City, New York |                                                                     |
| Victoria  | 8–5    | Elizabeth Phillips   | Decisión (unánime)                         | UFC 202                                                | 20 de agosto de 2016     | 3     | 5:00   | Las Vegas, Nevada       |                                                                     |
| Victoria  | 7–5    | Bethe Correia        | Decisión (dividida)                        | UFC on Fox: Teixeira vs. Evans                         | 16 de abril de 2016      | 3     | 5:00   | Tampa, Florida          |                                                                     |
| Victoria  | 6–5    | Jéssica Andrade      | Sumisión (rear-naked choke)                | UFC 191                                                | 5 de septiembre de 2015  | 2     | 4:58   | Las Vegas, Nevada       | Actuación de la Noche.                                              |
| Derrota   | 5–5    | Holly Holm           | Decisión (dividida)                        | UFC 184                                                | 28 de febrero de 2015    | 3     | 5:00   | Los Ángeles, California |                                                                     |
| Victoria  | 5–4    | Ashlee Evans-Smith   | Sumisión técnica (bulldog choke)           | UFC 181                                                | 6 de diciembre de 2014   | 1     | 4:59   | Las Vegas, Nevada       |                                                                     |
| Derrota   | 4–4    | Jéssica Andrade      | Decisión (dividida)                        | UFC 171                                                | 15 de marzo de 2014      | 3     | 5:00   | Dallas, Texas           |                                                                     |
| Victoria  | 4–3    | Roxanne Modafferi    | Decisión (unánime)                         | The Ultimate Fighter: Team Rousey vs. Team Tate Finale | 30 de noviembre de 2013  | 3     | 5:00   | Las Vegas, Nevada       |                                                                     |
| Derrota   | 3–3    | Leslie Smith         | Decisión (unánime)                         | Invicta FC: Esparza vs. Hyatt                          | 28 de julio de 2012      | 3     | 5:00   | Kansas City, Kansas     |                                                                     |
| Derrota   | 3–2    | Cat Zingano          | Sumisión (rear naked choke)                | Invicta FC: Penne vs. Sugiyama                         | 6 de octubre de 2012     | 2     | 3:32   | Kansas City, Kansas     |                                                                     |
| Victoria  | 3–1    | Raquel Pa'aluhi      | Sumisión (guillotine choke)                | Destiny MMA - Na Koa 1                                 | 8 de septiembre de 2012  | 1     | 3:52   | Honolulu, Hawái         |                                                                     |
| Victoria  | 2–1    | Sarah Moras          | Decisión (unánime)                         | Invicta FC: Baszler vs. McMann                         | 28 de julio de 2012      | 3     | 5:00   | Kansas City, Kansas     |                                                                     |
| Derrota   | 1–1    | Tori Adams           | Decisión (unánime)                         | RMBB / TB - A Champion's Quest                         | 22 de junio de 2012      | 3     | 5:00   | Sheridan, Colorado      |                                                                     |
| Victoria  | 1–0    | Kim Couture          | TKO (rodillazos)                           | MFP - Vengeance                                        | 13 de marzo de 2012      | 2     | 2:25   | Casper, Wyoming         |                                                                     |